# Dimethylaminoisopropanol
Dimethylaminoisopropanol je aminoalkohol se souhrnným vzorcem C5H13NO. Používá se jako stavební prvek v organické syntéze. Pod názvem dimepranol se také používá jako aktivní složka některých léků, jako je například inosin pranobex.